# August Conradi
August Conradi   (Berlín, 27 de juny de 1821 - Berlín, 26 de maig de 1873) fou un organista i compositor alemany.
Nascut a Berlín, el seu pare va voler que estudiés teologia. En comptes d'això, August es va matricular l'Akademie der Künste de Berlín. Allà va estudiar harmonia i composició amb Carl Friedrich Rungenhagen, director del Cantar-Akademie zu Berlina. El 1843, era organista de d'una església de Invalidenhaus (Casa dels Invàlids), a Berlín, on escrigué la seva primera simfonia més un Zigeunerpolka per a orquestra el mateix any. Aquest últim va ser arranjat per a piano pel compositor i pianista hongarès Franz Liszt. Conradi fou director d'orquestra en diverses ocasions, que el portaren a llocs com Stettin (1849), Berlín (1850), Düsseldorf (1852), i Colònia (1853), llavors tornà a Berlín a teatres com Kroll, Wallner-Theater i el Victoria-Theater.
Conradi probablement conegué a Franz Liszt a principis dels 1840s.Fou copista de Liszt a Weimar el gener i febrer de 1844, i s'hi va estar divuit mesos entre els anys 1848 i 1849 per ordres del mateix Liszt. Conradi va preparar les versions orquestrals inicials de la música de Liszt, fent-hi a més a més suggeriments. També va ser Conradi qui ajudà a Liszt a compilar tot els programes del repertori que havia tocat durant els seus anys de virtuosisme. Mentre Conradi era un treballador extremadament disciplinat, adquiria una rutina mental. Quan va rebre l'encàrrec com a mestre de capella a Stettin, a l'hivern de 1849, el va substituir Joachim Raff. No obstant això, Liszt continuà tenint-lo de copista. El setembre de 1855 Liszt va escriure sobre la seva intenció d'enviar les puntuacions del Salm 13 a Berlín de manera que Conradi podria fer una còpia per a la primera actuació allà.
L'extensa ajuda de Conradi amb les primeres orquestracions de Liszt ha estat documentada pel becari d'aquest, Peter Raabe, qui va demostrar que, independentment dels esborranys generats inicialment, les versions finals sempre eren del propi Liszt.
Conradi va escriure vuit òperes, un ballet, cinc simfonies, obertures i quartets de corda, així com música de ball, cançons, vodevils, farses i popurrís (que van ser tocats als concerts de jardí durant molts anys).